# Ачеке
Ачеке (бам. cɛkɛ), також аттіке — це гарнір з маніоки, популярний у Кот-д'Івуарі та Гані. Страва готується з ферментованої м'якоті маніоки, натертої або гранульованої. Також готують сушений ачеке, який за текстурою схожий на кус-кус.
Ачеке — це кулінарна страва етносу лагун (ебрі, аджукру, алладці, абіджі, авікам, аізі, атті), що проживає на півдні Кот-д'Івуару.
Слово attiéké походить від слова «adjèkè» з мови ебрі, якою розмовляють на півдні Кот-д'Івуару. Вимова цього слова була спотворена бамбарськими перевізниками в «atchèkè», а потім французькими колоністами в «attiéké». Виготовляється з тертої маніоки, яка піддається ферментації, і смакує зі смаженою рибою з меленим гострим перцем, прикрашеною подрібненим перцем і цибулею з додаванням невеликої кількості приправ для смаку, змішаних зі звичайною олією.

## Спосіб приготування
Маніоку очищають, натирають на тертці і змішують з невеликою кількістю попередньо ферментованої маніоки, яка є закваскою. (Закваска має різні назви залежно від етнічної групи, яка її виробляє: mangnan Ebrié lidjrou в аджукру та bêdêfon в алладців). Пасту залишають бродити протягом одного-двох днів. Після закінчення ферментації і видалення синильної кислоти, яка у великій кількості міститься в натуральній маніоці, м'якоть зневоднюють, просіюють і сушать, а потім проводять остаточне приготування на парі. Через кілька хвилин варіння ачеке готове до вживання. Найкраще подавати з рибою на грилі та перцем або помідорами.
Ачеке, що продається на ринках, зазвичай готується заздалегідь.